# Séisme de 2017 à Pohang
 (juillet 2021).
Le Séisme de 2017 à Pohang (coréen : 2017년 포항 지진) est un tremblement de terre qui s'est produit en Corée du Sud le 15 novembre 2017. La magnitude était de 5,4. Quatre-vingt-deux personnes ont été blessées dans le séisme.